# Ahmet Simsek
Ahmet Simsek (* 1. Jänner 1989 in Kırıkkale, Türkei) ist ein professioneller österreichischer MMA-Kämpfer und Boxer. Simsek gilt als einer der besten und erfolgreichsten Kampfsportler Österreichs und ist neben seiner sportlichen Karriere auch als Berufssoldat beim Österreichischen Bundesheer tätig. Neben seiner aktiven Kampfsportkarriere ist er auch erfolgreicher Schauspieler, wobei er auch hier mehrere Preise in verschiedenen Filmkategorien gewann. Als Amateur gewann Simsek mehrere nationale und internationale Meisterschaften, sowohl im MMA und Boxen als auch im Kickboxen. Parallel zu seiner sportlichen Aktivität ist er auch als Trainer aktiv und betreut mehrere erfolgreiche Sportler in verschiedenen Disziplinen. 

## Leben
Aufgewachsen in Österreich besuchte Simsek zuerst die Volksschule und anschließend das Gymnasium, wobei er dieses kurz vor der Matura abbrach. Nach der Schule verpflichtete er sich im Jahre 2009 nach seiner Grundausbildung beim Österreichischen Bundesheer und ist seitdem aktiver Sanitätsunteroffizier.

## Kampfsportkarriere
Simsek begann seine Kampfsportkarriere mit Kickboxen, wo er unter anderem eine Bronzemedaille im Weltergewicht (K-1) bei der WKF-Weltmeisterschaft 2014 in Prag gewann. Anschließend wechselte er zum Boxsport, wurde 2018 Österreichischer Meister im Leichtgewicht und gewann mit seinem Wiener Club Bounce auch die Österreichische Vereinsmeisterschaft. 2019 wurde er für die Europaspiele in Minsk nominiert, wo er in der Vorrunde des Leichtgewichts ausschied.
Seinen ersten Profikampf bestritt er im April 2022 in Wien. Am 2. Dezember 2023 siegte er gegen Seiran Engel und gewann dadurch den Eurasia-Titel der WBF im Weltergewicht.
Seit 2020 ist er auch als MMA-Kämpfer aktiv und hält bei 6 Siegen und 3 Niederlagen.